# Maniola jurtina
Maniola jurtina es una especie de insecto lepidóptero, en concreto de mariposas conocidas por loba, pertenecientes a la familia Nymphalidae. Se trata de una especie presente en toda  Europa.

## Periodo de vuelo
Univoltino. Fin de mayo a septiembre en España, en los demás países hay variaciones de fechas según la temporada.

## Hábitat
Zonas de abundante hierba y arbustivas, prados con flores y abundancia de gramíneas, zonas cultivadas, lindes y claros de bosques, brezales, terrenos calcáreos o ácidos, en condiciones secas o húmedas.

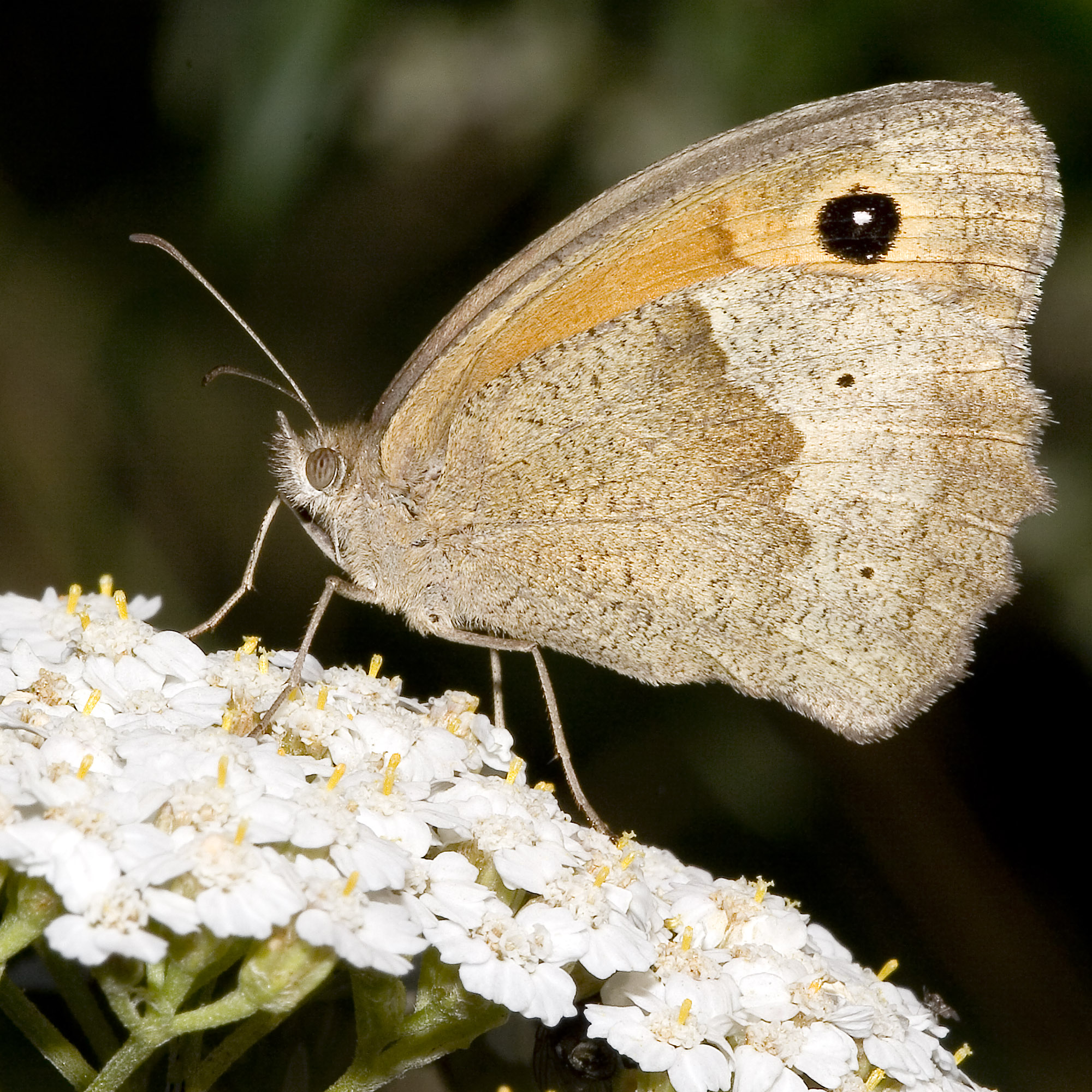
Maniola jurtina - hembra

## Distribución
Ampliamente distribuida, todas las islas Canarias, norte de África, la mayor parte de Europa excepto la parte norte de Escandinavia, la mayoría de las islas del mar Egeo, de 0-1600 metros.
La mariposa loba fue estudiada y descrita oficialmente en 1758 por el zoólogo sueco Linnaeus.